# ジャガー・XK

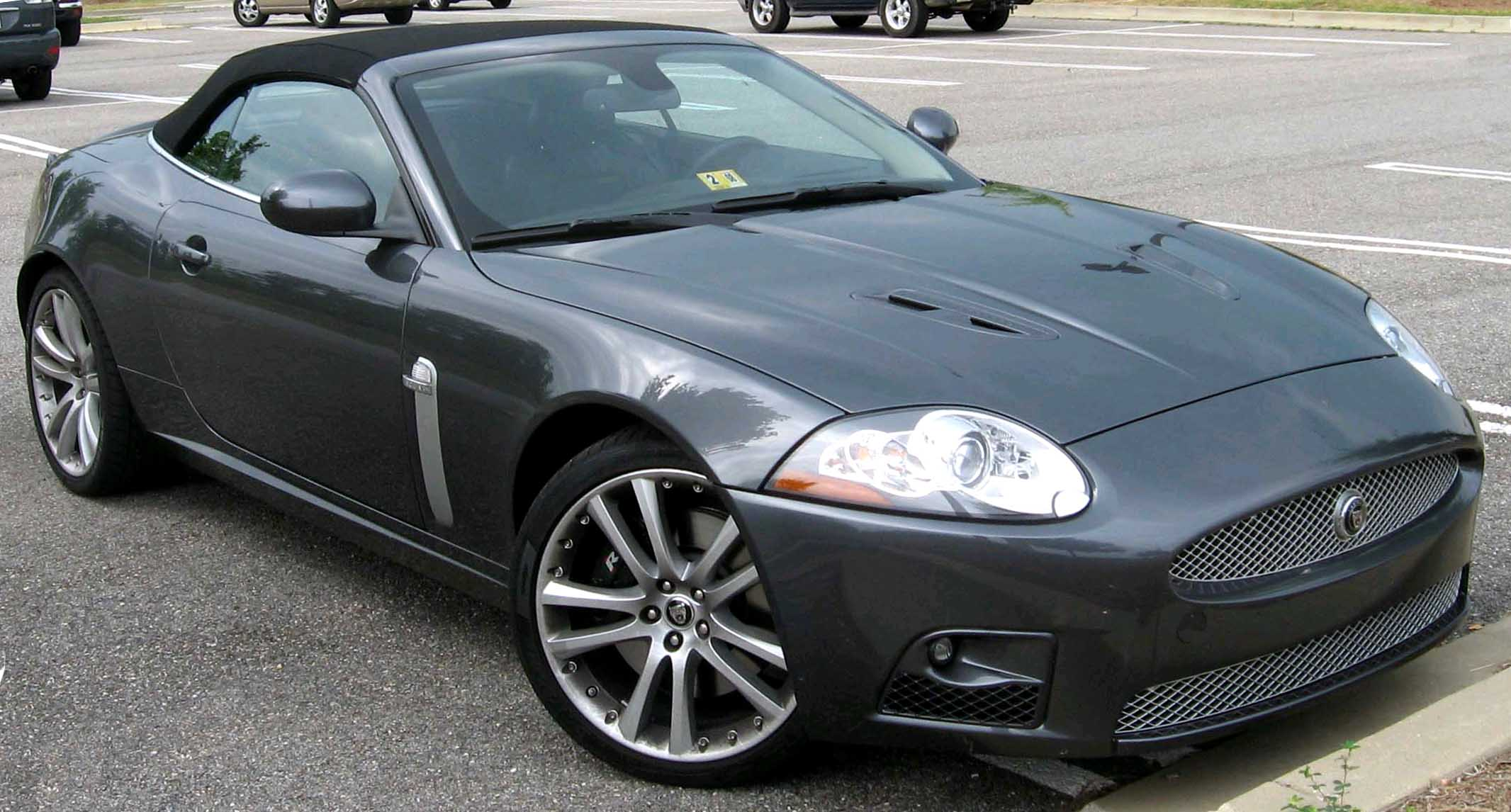
XKR コンバーチブル

ジャガー・XKは、イギリスの自動車メーカージャガー社より、1996年から2014年まで販売されていたスポーツカー。

## 概要
XKは、ジャガーがフォードに買収された後、旧態依然となっていたXJSに替わる新たなスポーツカーとして開発された。「XK」というのはもともとEタイプ以前に市販されていたジャガーのスポーツカーに冠された名前であった。しかし、Eタイプの後に21年間も作られ続けたXJ-S（後期モデルはXJSに改名された）の後継モデルとなった当モデルが、その名前を受け継いだ。
XKは、リアにシートを備えた2+2のラグジュアリー・クーペで、その高性能と美しいデザインから人気を博し、初代モデルは10年間で9万台以上を売りあげるという、ジャガーのスポーツカー史上最も成功したモデルとなった（ただし、最も販売台数が多いのはXJ-S/XJSで、1975年から1996年の間に11万5千台を販売した）。ボディ形状は、初代・2代目モデルともに、クーペとコンバーチブルが用意された。
このモデルはエンジンに8気筒のものが採用されたため、ノーマルモデルはXK8と命名された（後に追加されたハイパフォーマンスモデルはXKR）。デザインは、Eタイプとの関連性を強く前面に押し出した、流麗なものとなった。
エンジンは、新設計の4.0L V8 DOHCのAJ-V8エンジンを搭載した。XK8の最高出力は294ps/6,100rpm、最大トルクは40.0kg・m/4,250rpmであり、これにスーパーチャージャーを搭載したXKRの最高出力は375ps/6,150rpm、最大トルクは53.5kg・m/3,600rpmを発揮した。トランスミッションはいずれもZF製の5速ATを搭載した。ZF製は信頼性に欠けるため、XKRではメルセデス製に変更されている。シャシーはXJSのものを大幅に改良して作られた。そのため、サスペンションはフロントにダブルウイッシュボーン、リヤにウイッシュボーンを採用している。ただし、XJSではリアショックが2本あったものが、1本に改められている。
また、XK8にはリンプ・ホームモード（エンジンやオートマチックトランスミッションに異常が出た場合にそれを保護するため、通常時の50%にパワーが抑制される安全機能）が備わっている。

## 初代（1996年-2006年）XK8/XKR
1996年10月デビュー。コードネームは「X100」。デザインは故ジェフ・ローソンによるもので、XK-Eを彷彿とさせるものとなっている。
ボディ形状はクーペとコンバーチブルの2タイプで、前者は足回りのセッティングや内装を変え、「クラシック」と「スポーツ」という2つのグレードが設定された。
コンバーチブルは開閉には20秒ほどしかかからない電動のソフトトップを持っており、クローズ時の快適性もXJSより向上していた。内装はクーペがファブリックとレザーのコンビシートを標準とし、コンバーチブルはレザーシートを標準としていた。もちろん、クーペでもオールレザーのシートが選べた。いずれも、エンジンは自然吸気4リッターV8のみ。
- 1997年10月 - マイナーチェンジ。主にエクステリアに変更を受けた。フロントバンパー、リアバンパー、サイドプレスライン、リアスポイラー、エグゾーストパイプなどのデザインを変更した。また、オプションで新デザインのアロイホイールが採用された。また、クーペのグレードは何もグレード名のないXK8と、XK8クラシックの2本に改められた。
- 1998年10月 - マイナーチェンジ。クーペが形式変更を受ける（GF-JEDA→GF-JEDC）。
- 1999年2月 - スーパーチャージャーを搭載した「XKRクーペ」およびXKR「コンバーチブル」が発表された。この時点で自然吸気の「XKコンバーチブル」は姿を消し、オープンモデルは過給モデル1本のラインナップとなった。
  - 10月 - この年から各モデルにCDナビが標準装備される。
- 2000年10月 - マイナーチェンジ。主にエクステリアに変更を受ける。また、ナビがDVDナビに進化した。
  - 12月 - 50台限定で「XKR シルバーストーン」が発売される。このモデルは主に足回りに強化を受けており、強化されたサスペンション、ブレンボ製ブレーキシステム、大径アロイホイール（20インチ）などを装備していた。
- 2001年11月、ジャガー社の創設者であるウィリアム・ライオンズの生誕100年を祝う「XKR100」が、500台のみ世界中で限定販売された。日本市場へは、XKR100クーペ50台が割り当てられた。外装は特別色のアンスラサイトマイカ、内装は特別仕様のレザー・インテリア。その他、専用装備として、BBS社製のMontrealアロイホイール（20インチ）、ブレンボ製ブレーキキャリパーなどが用意された。
- 2002年11月 - マイナーチェンジ。搭載されるエンジンの排気量が4.2リッターへと引き上げられ、それに伴いトランスミッションは6速ATとなった。最大出力および最大トルクは、NAのXK8クーペ・クラシックが304ps/6,000rpmと42.9kg･m/4,100rpm、過給モデルのXKRクーペおよびXKRコンバーチブルが406ps/6,100rpmと56.4kg･m/3500rpmと、いずれも向上した。エクステリアも、灯火類を中心に変更を受けた。
- 2003年5月 - マイナーチェンジ。センサーによる衝突防止安全技術ACC（アダプティブ・クルーズ・コントロール）がオプションで設定された。
- 2004年5月 - マイナーチェンジ。エクステリアに大きな変更を受けた。最も大きく変わったのはフロントバンパーのデザインで、フロントエアインテークの下部にもうひとつエアインテークが設けられた。その他灯火類、リアバンパー、サイドのプレスライン、リアスポイラー、エグゾーストパイプなどのデザイン変更が行われた。また、オプションで新デザインのアロイホイールが採用された。
- 2004年10月 - 限定モデルである「ブラックナイト」が設定された。インテリア・エクステリアともブラックを設定。運動性能を高めるべくクーペハンドリングパック（特別セッティングされたCATSダンピングコントロール、ハード仕様スプリング、アンチロールバー、高剛性ステアリングラックを採用）や20インチアロイホイールを採用した。インテリアでは、アルミニウムインテリアパック、三連メーターゲージなどを装着する。また、ACC（アダプティブ・クルーズ・コントロール）を標準装備した。クーペ20台、コンバーチブル5台のみの限定発売であった。
- 2005年5月 - 限定車Cパック、Dパック、Eパックを設定。それぞれのアルファベットはかつてのジャガー社の名車Cタイプ、Dタイプ、Eタイプにちなむものである。Cパックは19インチアトラスアロイホイール、ACC、リバースパーク・コントロール、プレミアムサウンドシステムなどを装備した。Dパックは、クーペハンドリングパック、20インチデトロイトR Performanceアロイホイール、レッドペインテッドブレーキキャリパー（ブレンボ社製対向4ピストン）などを装備。Eパックは、アイボリートリム、20インチセパンR Performanceアロイホイール、レカロスポーツシート、リバースパーク・コントロールなどを装備した。
- 2005年9月 - クーペとコンバーチブルそれぞれに最終限定車「XKR 4.2-S」を設定。ボディカラーは4色が特別設定された。インテリアには限定仕様のエルムウッドトリム、チェッカーフラッグをあしらったバッジやトレッドプレート、アルミニウムインテリアパック、プレミアムサウンドシステムなどを装備した。

## 2代目（2006年-2014年）XK/XKR(X150)

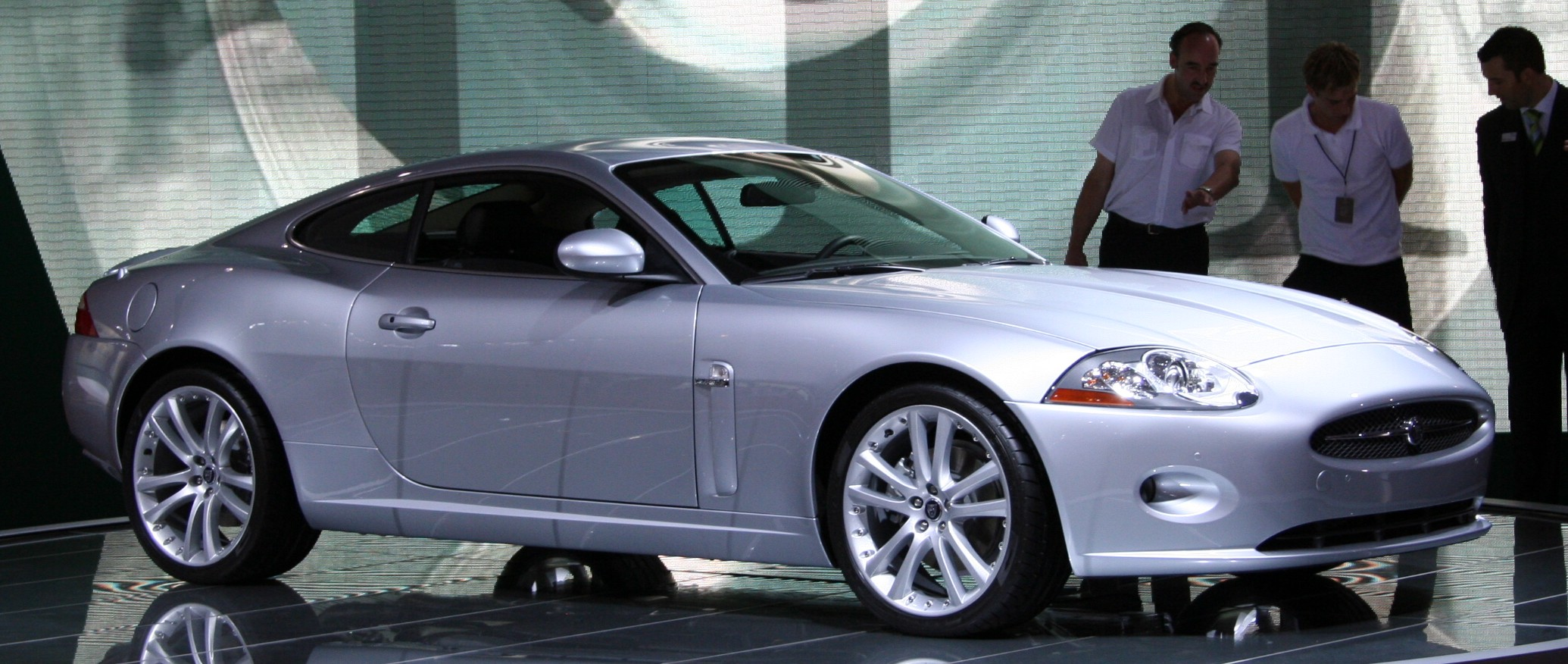
2代目XKクーペ

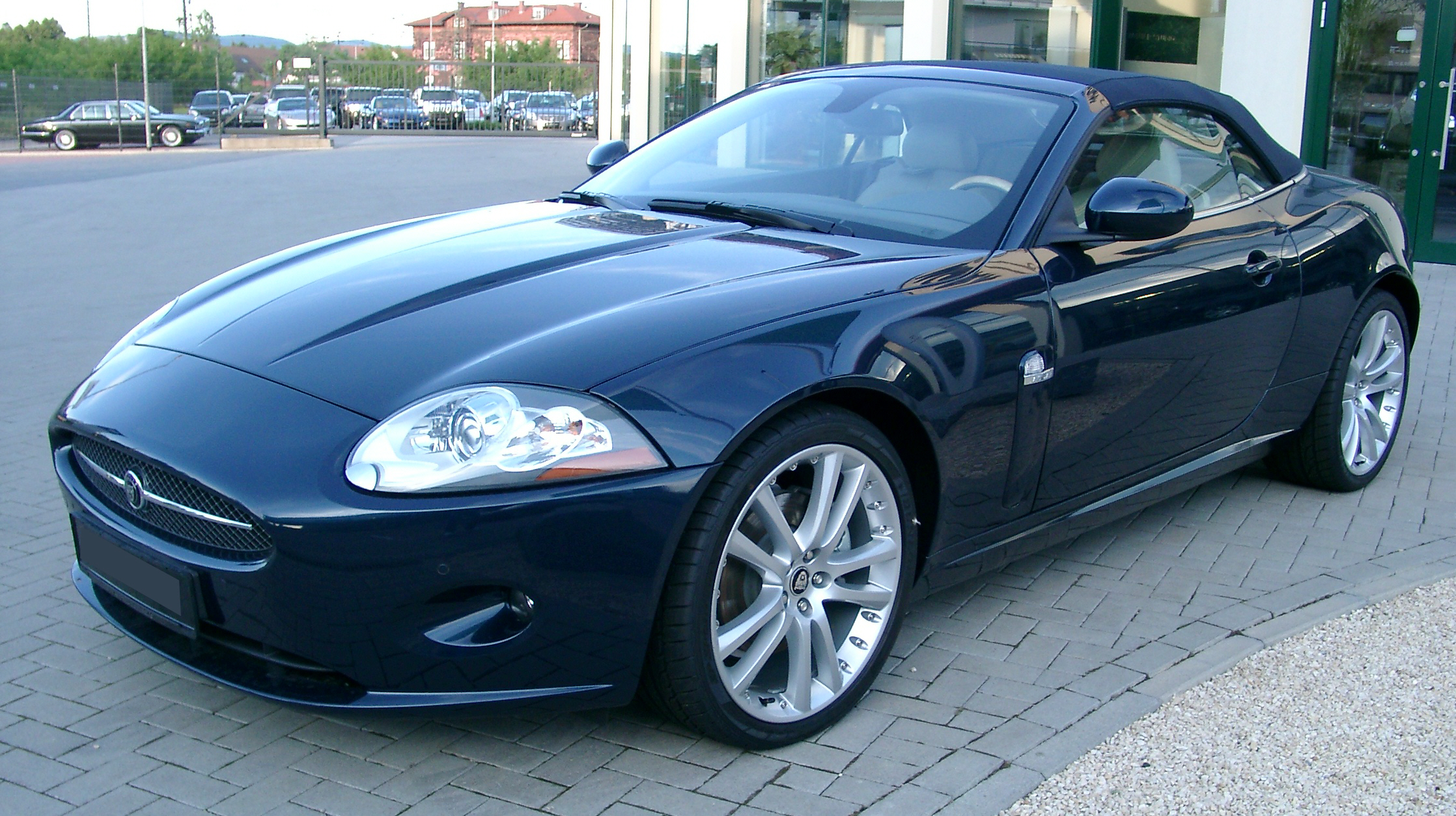
2代目XKコンバーチブル

1999年にジャガーのデザインディレクターに就任した、アストンマーティン・DB7などを手がけたイアン・カラムによるデザイン。車両デザインは2002年には完了していた。2005年の北米国際オートショーではJaguar Advanced Lightweight Coupe (ALC) として量産型と極めて似通ったコンセプトカーが公開されている。
2005年フランクフルトモーターショーで初めて公開される。プロジェクトコードはX150。発売は2006年7月だが、日本上陸は2007年1月。当初は先代と全く同じエンジンを搭載した自然吸気モデルのXKのみの発表であった。
製造はバーミンガム近郊カッスル・ブロムウィッチで行われている。フロントグリルは1961年のジャガー・Eタイプにインスパイアされている。前任者である故ジェフ・ローソン時代のレトロ趣味から決別する第一号のデザインで、カラムによると「インスピレーションソースは(イギリス人女優の)ケイト・ウィンスレットの曲線」という。インテリアは人間工学に則り設計されており、今までの懐古主義的デザインから決別している。パネルは伝統的なバーウォルナットウッドに加え、ポプラウッド、アルミの3種類が用意される。
XKコンバーチブルは2006年にデトロイトで開催された北米国際オートショーで初公開された。
2007年4月に過給モデルのXKRおよびXKRコンバーチブルが発表される。XKとのエクステリア上の差異はリアバッジとメッシュが貼られたフロントグリル。エンジンは上記V8 4.2Lにスーパーチャージャーを搭載し、当時ジャガーの量産車史上最高となる426PSを発生する。
同年、ジャガーの特殊車両チームとイギリスのブレーキの専門会社アルコンの共同チームによって開発された、限定仕様車XKRポートフォリオが発表された。内外装および音響システムに手を加え、よりプレミアム性を高めたモデルとなっている。
2009年にマイナーチェンジ、エンジンが新たに5L V8に更新された。外見もわずかに変更された。

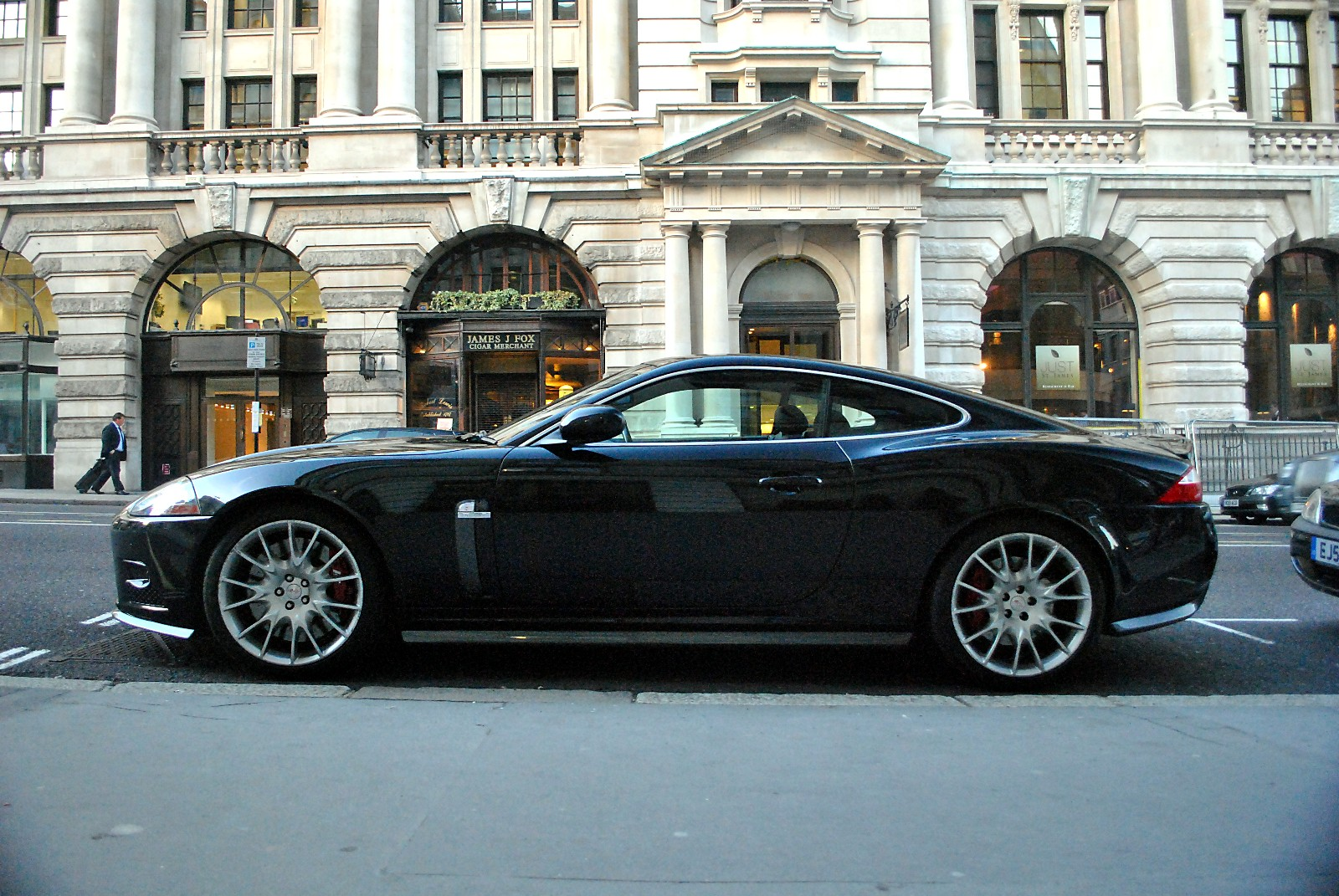
200台限定モデルの2008年XKR-S　ロンドンで撮影

2011年3月ジュネーブモーターショーにて「XKR-S」を発表。このXKR-Sは、同名の2008年に発表されたXKRをベースにした200台限定の欧州市場向け限定モデルとは異なる。フロントのデザインが大幅に異なり、見分けはつきやすい。エンジンはV8 5.0Lスーパーチャージドとなり、最大出力も550PSと大幅にパワーアップされている。
同年ニューヨーク国際オートショーにて、フロントとリアのデザインが変更されたXKの最後となるマイナーチェンジモデルが公開された 。フロント・リア双方のライト周辺とバンパーのデザインの変更。インテリアも変更を受けており、XFと同様の回転式のギアセレクタと新しいドイツのZF社製のオートマチックトランスミッションが導入された。
XKの生産は2014年の夏に完了した。。

### 性能
Eタイプ同様ハッチゲートを持つリフトバック・ボディを採用、実際にラゲッジルームへのアクセスも向上している。XJのアルミボディをさらに進化させ、2005年のALCで開発された全アルミモノコックボディを採用している。これによりねじり剛性が先代モデルに比べクーペで31%、コンバーチブルで48%向上した。コンバーチブルが1635kg、クーペは1595kgでありクラス最軽量。
パワーユニットは、先代からキャリーオーバーされたV8 4.2L 304PSのAJ-V8エンジンを搭載、ギアシフトはL字ゲートのZF製6速オートマチックトランスミッションを採用する。

### 日本での販売
- 2010年6月 - エントリーモデル「ラグジュアリー クーペ」「ラグジュアリー コンバーチブル」の発売開始[9]。
- 2010年11月 - 特別限定車「クーペ ラグジュアリー リミテッド」発売[10]。
- 2011年11月 - 2012年モデル販売開始。グレードが「XKラグジュアリー クーペ」「XKポートフォリオ コンバーチブル」「XKRクーペ」の3つに整理された[11]。
- 2012年6月 - 2013年モデル販売開始[12]。
- 2014年1月 - 2015年モデル販売開始[13]。